# Isniq
Isniq (albanisch auch Isniqi; serbisch Истинић Istinić) ist ein Dorf der Gemeinde Deçan im Kosovo.

## Lage
Isniq grenzt unmittelbar nordöstlich an Deçan an, von der Stadt durch die Bistrica e Deçanit getrennt. Es liegt etwas östlich der Hauptstraße von Deçan nach Peja.
| Strellc i Epërm | Strellc i Ulët                              | Dubovik  |
| Lëbushe         | Kompassrose, die auf Nachbargemeinden zeigt | Kotradiq |
| Deçan           | Lluka e Eperme                              | Prapaqan |

## Geschichte
Im Dorf befindet sich eine alte 400 Jahre alte Moschee, die seit 2015 als kulturelles Erbe der Republik Kosovo eingetragen ist.

## Bevölkerung
Die Volkszählung in der Republik Kosovo vom 1. April 2011 ergab, dass in dem Dorf Isniq 3871 Menschen wohnten, die sich zu etwa 99,87 % als Albaner bezeichneten.
| Volkszählung | 1948 | 1953 | 1961 | 1971 | 1981 | 1991 | 2011 |
| ------------ | ---- | ---- | ---- | ---- | ---- | ---- | ---- |
| Einwohner    | 1725 | 1768 | 1955 | 2499 | 3393 | 4203 | 3871 |